# Astragalus dorudensis
Astragalus dorudensis är en ärtväxtart som beskrevs av Zarre och Dieter Podlech. Astragalus dorudensis ingår i släktet vedlar, och familjen ärtväxter. Inga underarter finns listade i Catalogue of Life.